# Jardim Botânico da UTAD
O Jardim Botânico da Universidade de Trás-os-Montes e Alto Douro (UTAD) foi reconhecido internacionalmente em 1988. Constitui uma das colecções vivas mais importantes de Portugal, contendo actualmente cerca de 1000 espécies vivas que formam parte de um vasto conjunto arquitectónico – paisagista. É considerado um dos maiores jardins botânicos da Europa.

## Visão geral
A idealização deste jardim sustenta-se sobre a integração permanente do visitante com o ambiente, ao longo de aproximadamente 80 ha de superfície ocupados. Trata-se de um espaço com características únicas pelo facto de estar inserido num campus universitário.
A conservação das espécies vegetais autóctones é um dos objectivos prioritários do Jardim Botânico. Aqui realizam-se actividades, tais como: propagação de espécies em perigo de extinção em Portugal, utilização de espécies silvestres com fins ornamentais, depósito de exemplares herborizados provenientes de Portugal, do resto do continente europeu e de outros.

### O Herbário (HVR)
O Herbário, fundado em Janeiro de 1987, mantém uma extensa actividade científica no âmbito do estudo da flora e vegetação. Apoiando-se em métodos numéricos de análise, é estudada a expressão fenotípica de diversos géneros e espécies, como também a capacidade expressiva e análise fitoestrutural das comunidades vegetais de diferentes geossistemas a nível do País e da Península Ibérica.
Actualmente encontram-se em depósito, cerca de 15.000 exemplares.